# Michał Czarnocki (inżynier)
Michał Czarnocki herbu Lis-Bzura (ur. ok. 1880-1883, zm. 9 sierpnia 1935) – polski inżynier komunikacji, oficer Wojska Polskiego, właściciel dóbr.
Urodził się na początku lat 80. XIX wieku: według różnych źródeł ok. 1880 bądź 30 września lub 11 października 1883.
W Wojsku Polskim został awansowany do stopnia porucznika rezerwy artylerii ze starszeństwem z dniem 1 czerwca 1919. W 1923, 1924 był oficerem rezerwowym 18 pułku artylerii polowej. W 1934 jako porucznik rezerwy artylerii był przydzielony do Oficerskiej Kadry Okręgowej nr IX jako oficer po ukończeniu 40. roku życia i pozostawał wówczas w ewidencji Powiatowej Komendy Uzupełnień Brześć nad Bugiem.
Pełnił funkcje sędziego honorowego Koronnych Sądów Polskich oraz prezesa Macierzy Szkolnej na powiat prużański.
Był właścicielem dóbr Białosowszczyzna, pod Prużaną (błr. Белавусаўшчына – Bieławusauszczyna).
Zmarł 9 sierpnia 1935 w Warszawie w wieku 55 lat. Został pochowany na cmentarzu w Prużanie 12 sierpnia 1935. Był żonaty.